# Charles-Augustin de Coulomb

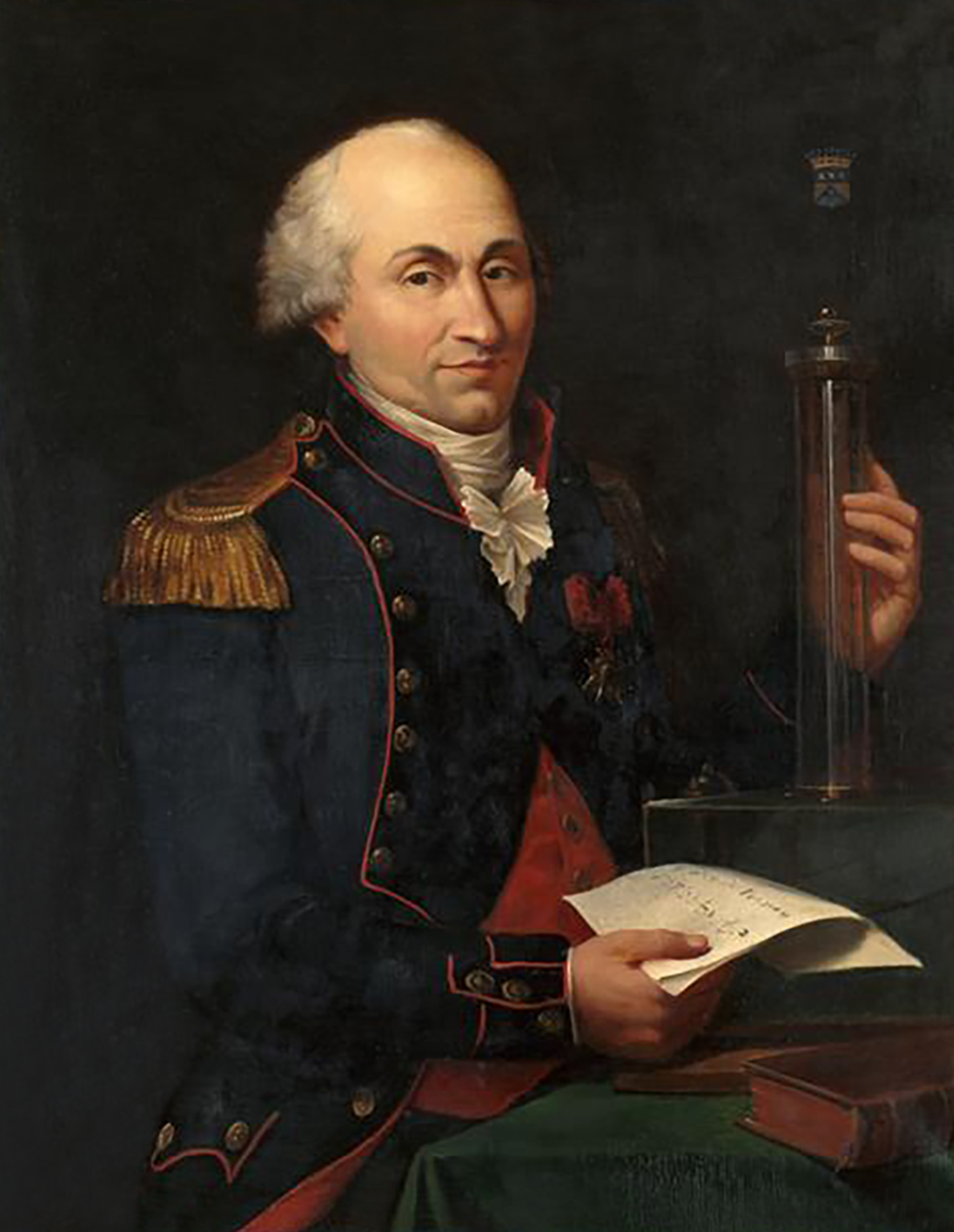
Charles-Augustin de Coulomb

Charles-Augustin de Coulomb (Angoulême, 14 juni 1736 – Parijs, 23 augustus 1806) was een Franse natuurkundige die zich bezighield met elektriciteit en magnetisme en naar wie de eenheid van elektrische lading coulomb en de Wet van Coulomb genoemd zijn. 

## Biografie
Coulomb werd geboren in Angoulême, Frankrijk als zoon van Henri Coulomb en Catherine Bajet. Na een aantal jaar verhuisde hij met zijn familie naar Parijs. In Parijs ging Charles naar het Mazarin-college, waar hij breed en goed werd onderwezen. In 1760 trad hij toe tot de École du Génie, een ingenieursschool van het leger. Vier jaar later werd hij naar Martinique, West-Indië, gestuurd om Fort Bourbon veiliger en beter bestand te maken tegen vijandige aanvallen. Na negen jaar (1773) keerde hij terug naar Frankrijk wegens ziekte.
Op de Académie des Sciences in Parijs begon hij zijn onderzoeken naar elektriciteit en magnetisme. Hij won zijn eerste prijs in 1777 met een apparaat om kleine elektrostatische krachten te meten, de torsiebalans, een elektroscoop dus. Zijn wetenschappelijke carrière kwam ten einde rond het aanbreken van de Franse Revolutie in 1789. Charles kreeg twee zonen. Hij stierf op 23 augustus 1806 in Parijs. Hij is een van de 72 Fransen wier namen in reliëf op de Eiffeltoren zijn aangebracht.

## Wet van Coulomb
De wet van Coulomb is niet door Coulomb zelf opgesteld, maar wel naar hem genoemd. Coulomb had ontdekt dat de kracht {\displaystyle F}' die twee geladen deeltjes op elkaar hebben omgekeerd evenredig is met het kwadraat van de afstand {\displaystyle r} tussen die twee deeltjes. Dit had hij aangetoond met zijn torsiebalans. De grootte van de kracht die twee ladingen {\displaystyle q_{1}} en {\displaystyle q_{2}} op elkaar uitoefenen voldoet aan:
{\displaystyle F=k\cdot {\frac {|q_{1}|\cdot |q_{2}|}{r^{2}}}},
waarin {\displaystyle k} de constante van Coulomb voorstelt.

## Torsiebalans

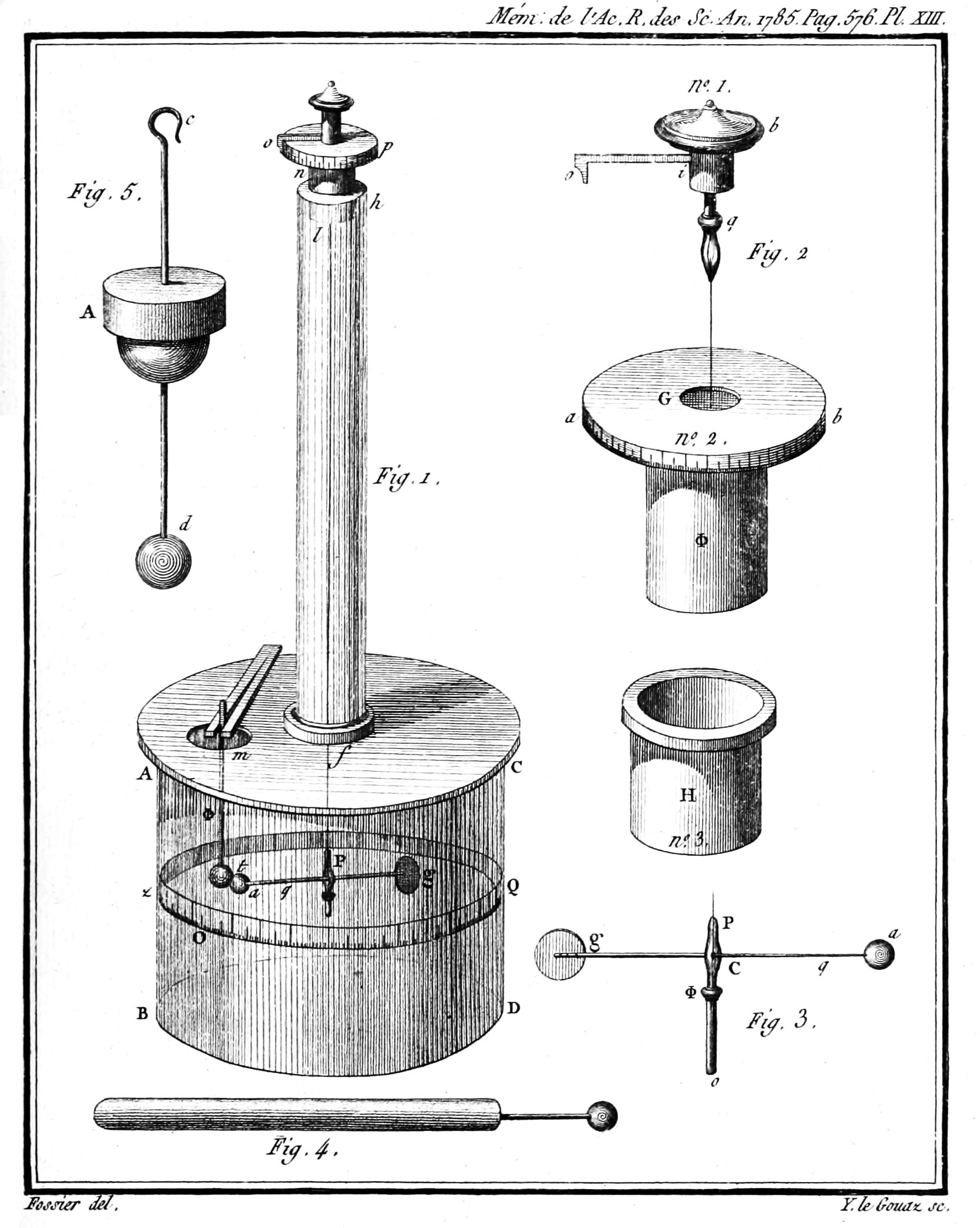
Torsiebalans van Coulomb

In 1777 legde Charles Coulomb de laatste hand aan zijn torsiebalans. Hiermee zijn heel kleine elektrische ladingen te meten. Het apparaat bestaat uit twee metalen bollen, een glazen cilinder en een buis. De buis steekt in de cilinder. Een van de bollen zit verankerd in de cilinder, een stukje geleidend materiaal steekt uit. De tweede is aan een staafje met een tegengewicht vrij beweegbaar aan een zilverdraadje in de buis opgehangen. 
Het apparaat meet de aantrekkende of afstotende kracht tussen de ladingen aan de hand van de torsie in de ophangdraad. Op een schaal aan de buitenkant van de glazen cilinder is de kracht af te lezen.

## Werken
In 1784 verscheen zijn Recherches théoriques et expérimentales sur la force de torsion et sur l'élasticité des fils de métal waarin hij de resultaten beschreef van zijn experimenten over de torsiekracht van metaaldraden. Zijn algemene conclusie was:
... het moment van de kracht is, voor draden van hetzelfde metaal, evenredig met de torsiehoek, de vierde macht van de diameter en omgekeerd evenredig met de lengte van de draad ...
In 1785 presenteerde Coulomb zijn eerste drie werken over elektriciteit en magnetisme:
- Premier Mémoire sur l'Electricité et le Magnétisme
- Deuxième Mémoire sur l'Electricité et le Magnétisme
- Troisième Mémoire sur l'Electricité et le Magnétisme

In de jaren daarop (1786-1789) werden vier vervolgwerken gepubliceerd.